# José Luis Ibáñez (profesor)
José Luis Ibáñez (Orizaba, 18 de febrero de 1933 - 4 de agosto de 2020) fue un profesor universitario, guionista y director de cine y teatro mexicano, reconocido por haber formado parte de la primera generación de la carrera de teatro de la Facultad de Filosofía y Letras de la Universidad Autónoma de México.

## Carrera
Ibáñez nació en la ciudad de Orizaba, estado de Veracruz, en 1933. Formó parte de la primera generación de la carrera de teatro impartida por la Facultad de Filosofía y Letras de la Universidad Autónoma de México y a mediados de la década de 1950 se convirtió en colaborador del grupo teatral Poesía en voz alta, coordinado por el dramaturgo Héctor Mendoza y por el que también pasaron figuras de la literatura y las artes como Octavio Paz, Juan José Arreola, Elena Garro y Carlos Fuentes, entre otros.
Entre sus montajes para teatro más reconocidos se encuentran "El divino Narciso" de Juana Inés de la Cruz, "Las mariposas son libres" de Leonard Gershe y "La vida es sueño" de Calderón de la Barca. En 1965 debutó como cineasta con Amor, amor, amor, película que participó en el Concurso de Cine Experimental y cuyo guion fue escrito por Carlos Fuentes. Más adelante se vinculó profesionalmente con instituciones como la Facultad de Filosofía y Letras de la UNAM, la Secretaría de Cultura de la Ciudad de México y la Secretaría de Cultura Federal, donde se desempeñó como docente de teatro y otras asignaturas.

### Fallecimiento
Ibáñez falleció el 4 de agosto de 2020 a los ochenta y siete años de edad. Diversas instituciones con las que trabajó manifestaron sus condolencias. Desde la cuenta de Twitter de Teatros de Ciudad de México se lamentó el hecho y se ponderó su carrera: "El Maestro Ibáñez fue un prolífico director de teatro, pedagogo, docente y miembro fundador de Poesía en voz alta, así como un erudito en el conocimiento del teatro novohispano". Alejandra Frausto, titular de la Secretaría de Cultura, también informó el fallecimiento de Ibáñez mediante sus redes sociales.